# تیم تامرسون
تیم تامرسون (به انگلیسی: Tim Thomerson) (زاده ۸ آوریل ۱۹۴۶) بازیگر آمریکایی است.
از فیلم‌های معروف او می‌توان به بازی در هواپیمایی آمریکا اشاره کرد.

## فیلم‌شناسی
فهرست برخی از فیلم‌هایی که تیم تامرسون در آنها به ایفای نقش پرداخته‌است:
- عقاب آهنی
- هواپیمایی آمریکا
- الماس شیشه‌ای
- مرد هانکی‌تانک
- نمسیس
- مورد غیرعادی دکتر جکیل و آقای هاید
- فلش (مجموعه تلویزیونی)
- شجاعت غیرمعمول
- تاریکی نزدیک
- داوطلبان
- محو شدن به سمت سیاهی
- ترافیک پوست
- گیلاس ۲۰۰۰
- ترنسرها
- ترنسرها ۲
- ترنسرها ۳
- ترنسرها ۴
- ترنسرها ۵
- ریشخند
- فراموشش کن
- ۲۱ و یک بیداری
- طوفان فلزی